# Кивлицький Євген Олександрович
Євге́н Олекса́ндрович Кивли́цький, також Ківлицький Євген (рос. Кивлицкий Евгений Александрович, 8 лютого 1861–1921) — український історик, педагог, публіцист, письменник, редактор журналу «Киевская старина» (1889—1893), перший директор Всенародної бібліотеки України (1919—1920).

## Життєпис
Народився 8 лютого 1861 року в Санкт-Петербурзі. Батько — Ківлицький Олександр Євдокимович — був дрібним поміщиком с. Городище Сосницького повіту Чернігівської губернії.
1889 року закінчив історико-філологічний факультет Університету Святого Володимира зі ступенем кандидата історико-філологічних наук. Служив у Київському дворянському зібранні. У 1889—1893 роках — секретар, згодом редактор журналу «Киевская старина». На сторінках «Киевской старины» Є. О. Кивлицький опублікував чимало власних праць: бібліографічні огляди (з історії Русі), статті, критичні нариси, повідомлення, наприклад, такі як «Несколько слов к портрету Н. И. Костомарова», «Свидетельства современников о Наливайко». Співробітничав з редакціями Енциклопедичного словника Брокгауза і Єфрона (1892—1907), «Педагогічного журналу», газети «Киевские отклики» (видавець у 1904—1906 роках). З 1891 року — помічник бібліотекаря університетської бібліотеки. Кивлицький був також одним з укладачів історико-географічного словника України.
Кивлицький брав активну участь у громадському житті, був членом наукових та просвітницьких товариств, як-от:
- «рос. Киевское литературно-артистическое общество»,
- «рос. Общество имени Шевченко вспомосуществования нуждающимся уроженцам Южной России, учащихся в высших учебных заведениях Санкт-Петербурга»,
- «Історичне товариство імені Нестора-Літописця».

Водночас викладав у київських середніх навчальних закладах, зокрема в Київській приватній жіночій гімназії О. Т. Дучинської, заснованої В. Н. Ващенко-Захарченко, а також в Четвертій київській гімназії (історія, голова педагогічної ради гімназії). Також викладав в Ніжинському історико-філологічному інституті князя Безбородька (1906). З 1917 року — інспектор Київського навчального округу. У 1917—1918 роках був завідувачем у справах російської школи в Департаменті народної освіти Української республіки.
Кивлицький доклав великих зусиль до заснування Всенародної бібліотеки України, де працював спершу як старший бібліотекар, потім керуючий відділу, голова Ради бібліотекарів, а з 1919 року — завідувач Всенародної бібліотеки України. 1919 року з ініціативи Кивлицького починає виходити часопис «Книжковий вісник» (редактор — Г. Житецький). У жовтні 1920 року Кивлицького на посаді завідувача Всенародної бібліотеки змінив Ю. Іванів—Меженко.
Помер 4 січня 1921 року в Києві. В журналі «Україна» був надрукований некролог, підписаний Гнатом Житецьким.